# Echinocereus
Echinocereus é um gênero botânico da família Cactaceae.

## Espécies
| - Echinocereus acifer - Echinocereus adustus - Echinocereus apachensis - Echinocereus barthelowanus - Echinocereus bonkerae - Echinocereus boyce-thompsonii - Echinocereus brandegeei - Echinocereus chloranthus - Echinocereus cinerascens - Echinocereus coccineus - Echinocereus ctenoides - Echinocereus dasyacanthus | - Echinocereus engelmannii - Echinocereus enneacanthus - Echinocereus fasciculatus - Echinocereus fendleri - Echinocereus knippelianus - Echinocereus ledingii - Echinocereus milleri - Echinocereus nicholii - Echinocereus nivosus - Echinocereus pacificus - Echinocereus papillosus - Echinocereus pectinatus | - Echinocereus pentalophus - Echinocereus polyacanthus - Echinocereus salm-dyckianus - Echinocereus scheeri - Echinocereus reichenbachii - Echinocereus rigidissimus - Echinocereus russanthus - Echinocereus stramineus - Echinocereus triglochidiatus - Echinocereus viridiflorus - Echinocereus websterianus |

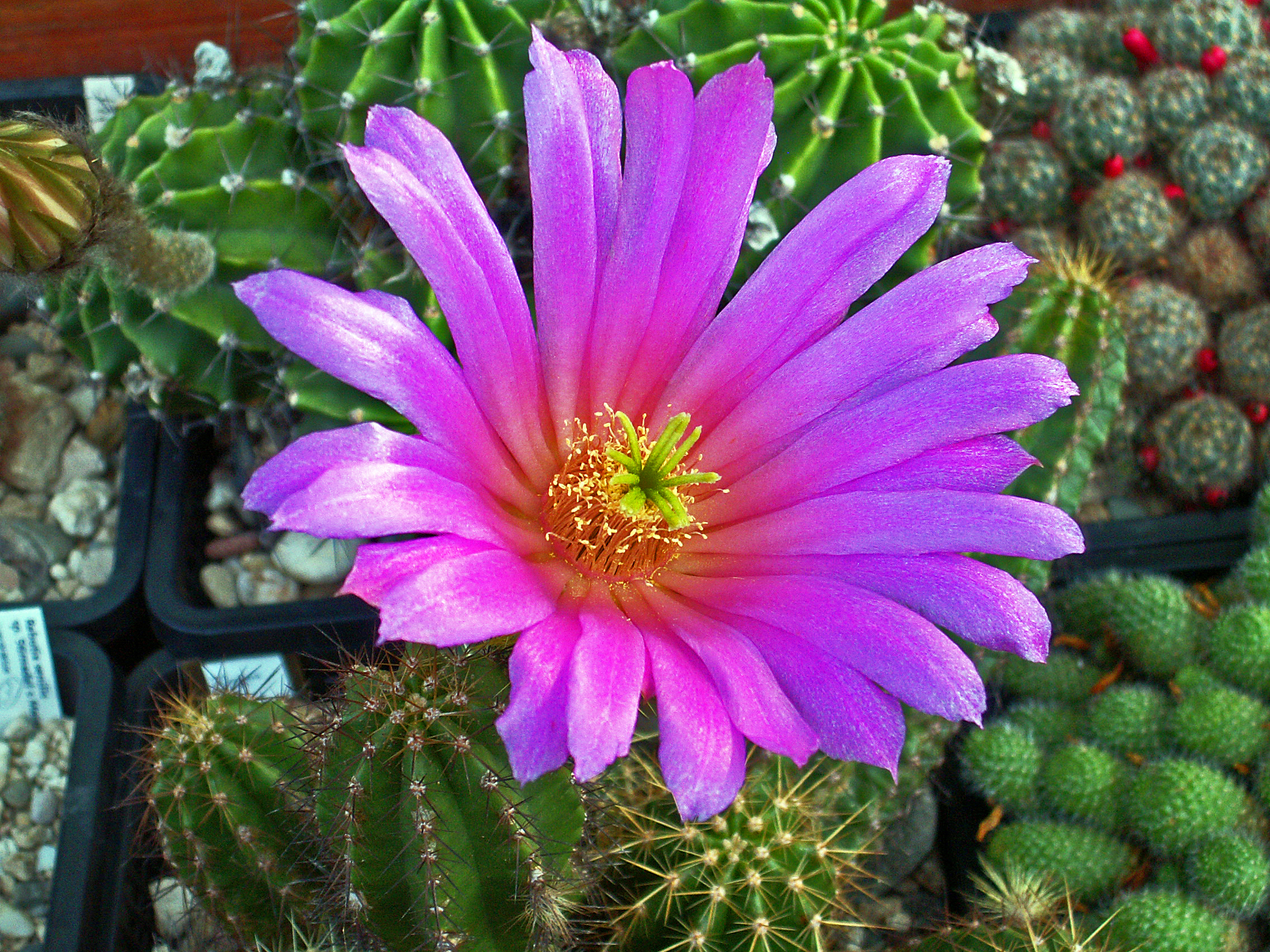
Echinocereus viereckii
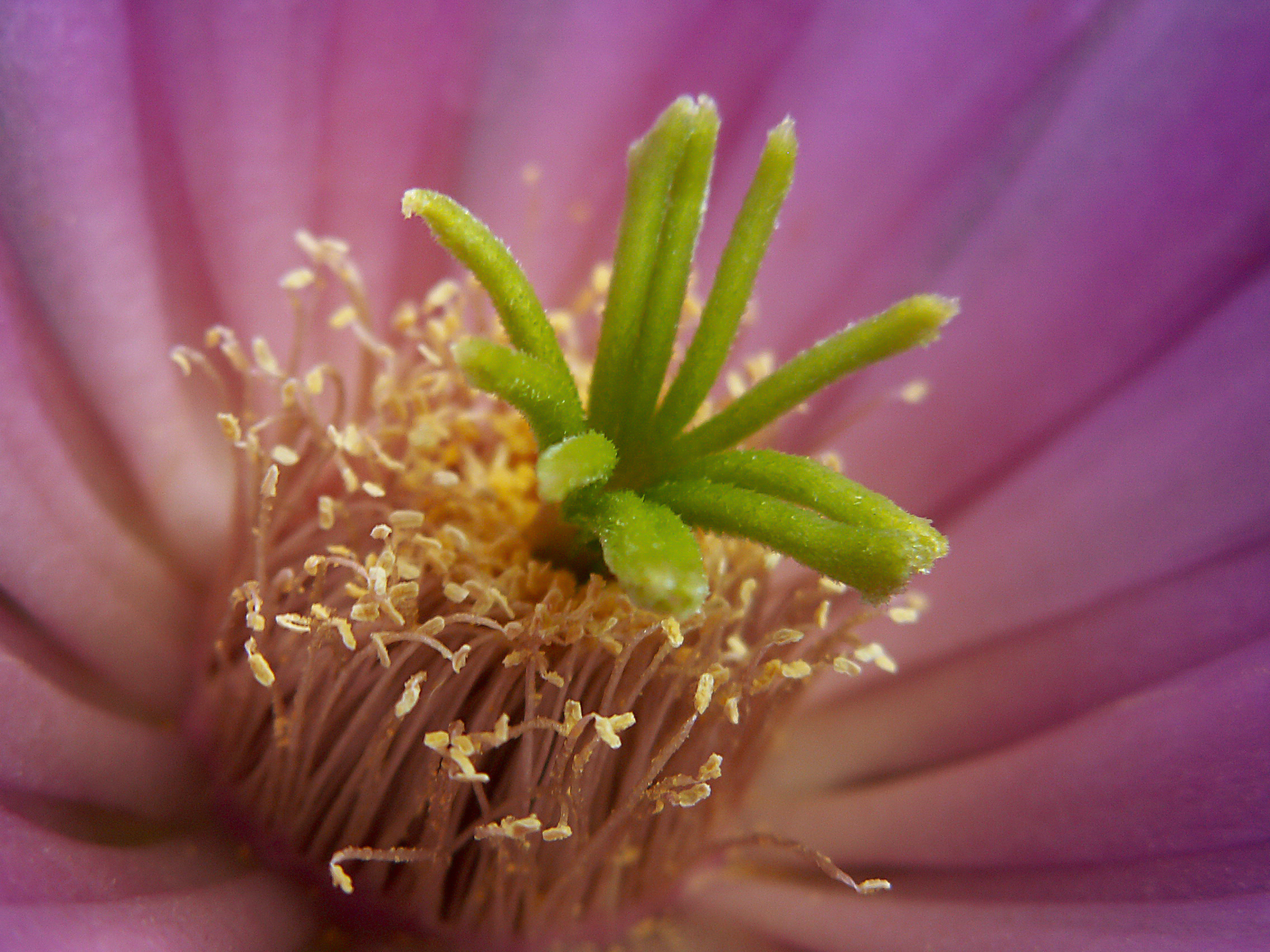
Echinocereus viereckii
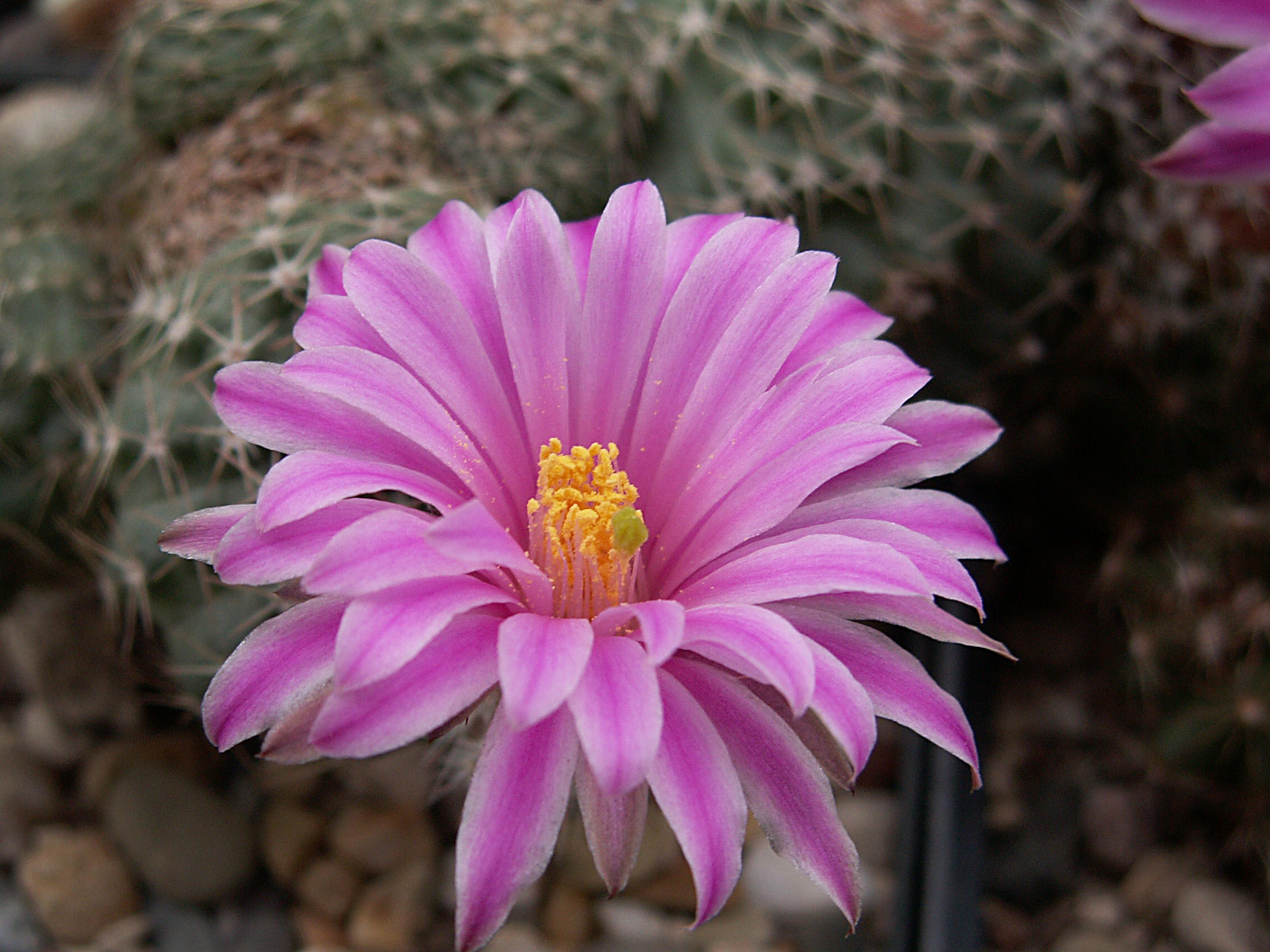
Echinocereus amoenus
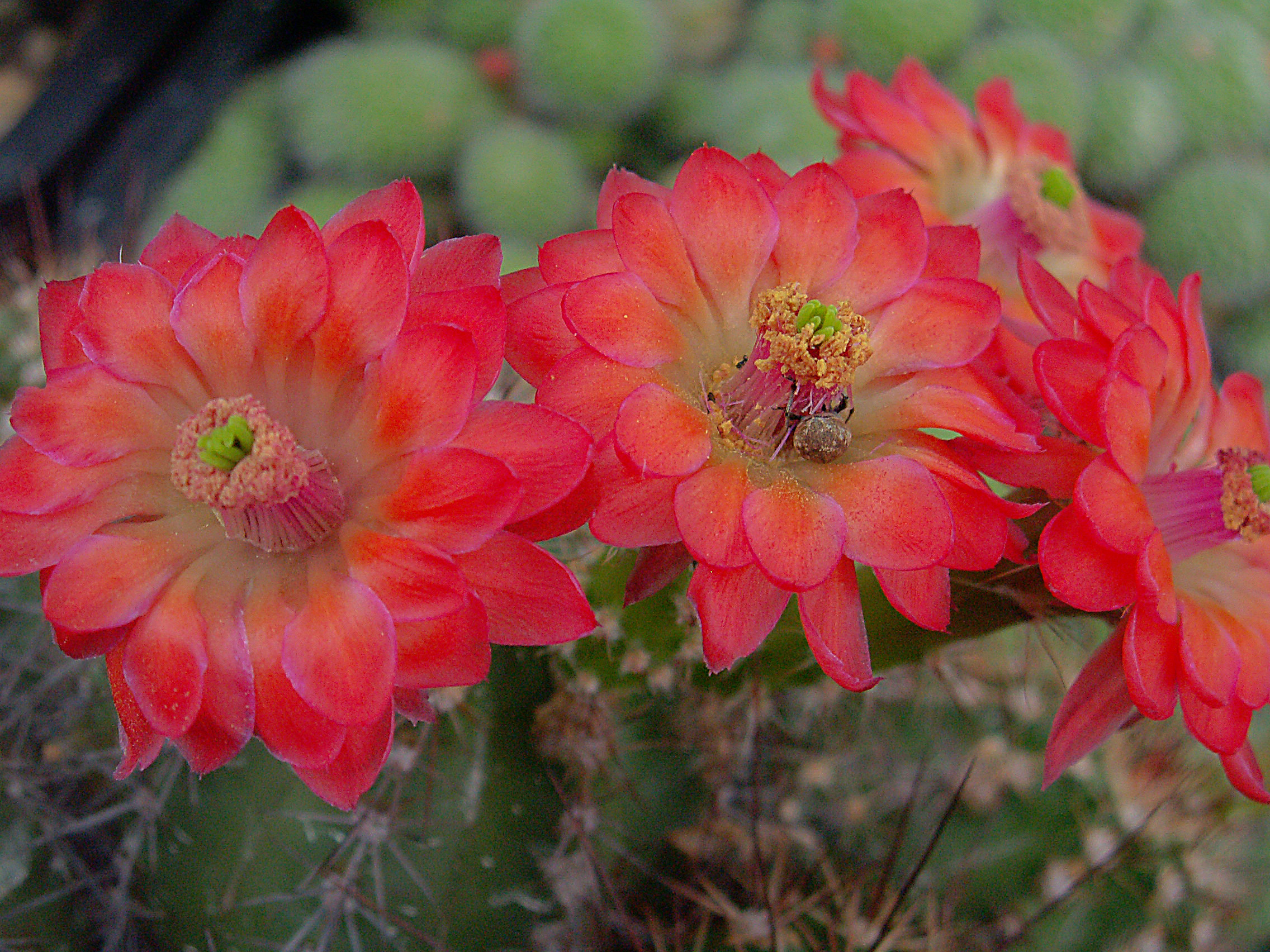
Echinocereus fendleri robustus
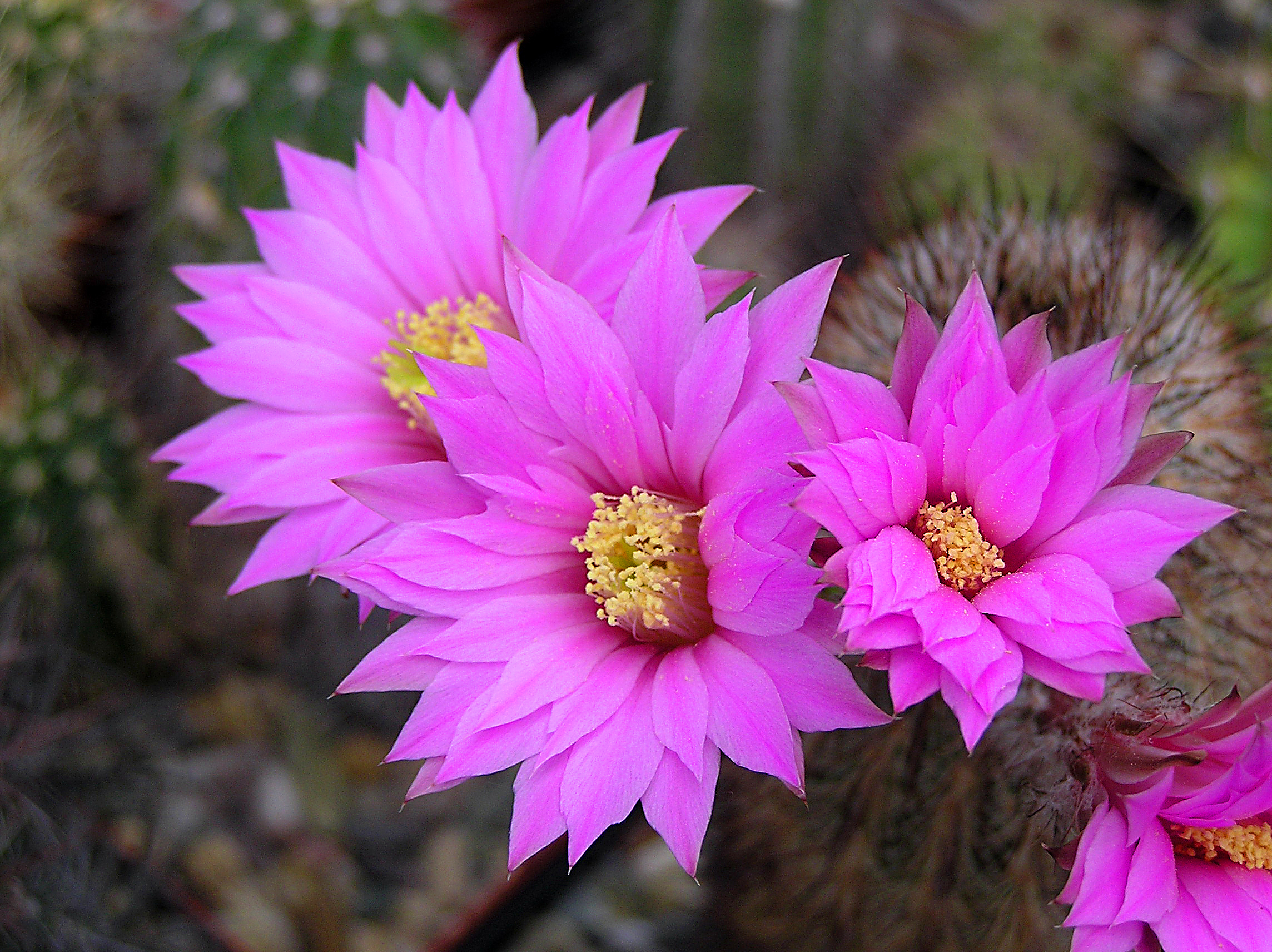
Echinecereus lauii
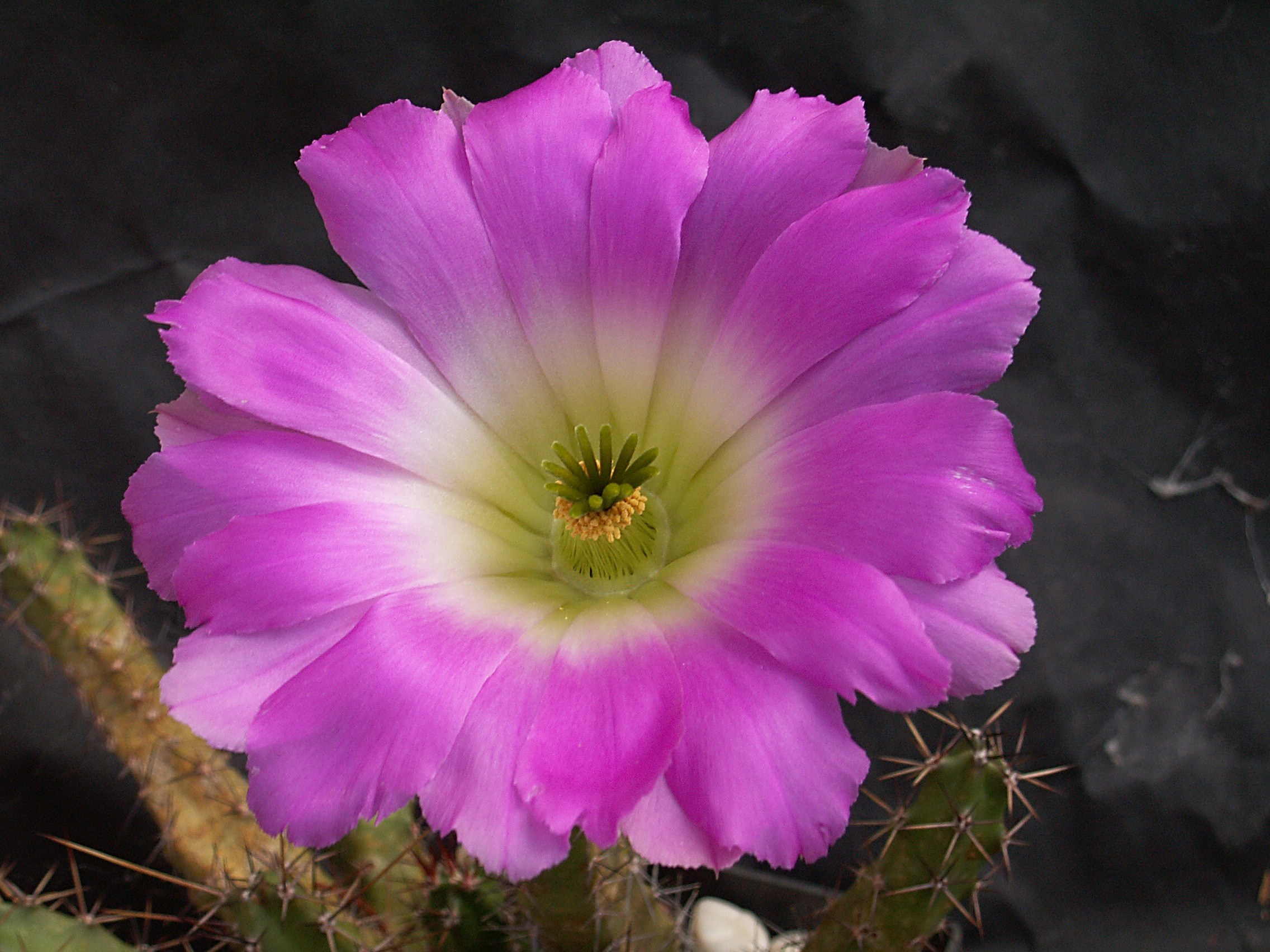
Echinocereus pentalophus (DE CANDOLLE) HORT.F.A. HAAGE ssp. procumbens (ENGELMANN) BLUM et LANGE